# Нумериан
Марк Авре́лий Нуме́рий Нумериа́н (лат. Marcus Aurelius Numerius Numerianus), более известный в римской историографии как Нумериан, — римский император, правивший в 283—284 годах.
Нумериан был младшим сыном префекта претория Кара. После того, как Кар был провозглашён императором, он назначил Нумериана своим соправителем с титулом цезаря. После начала очередной римско-персидской войны Нумериан вместе с отцом принял участие в походе. После гибели Кара он стал августом на Востоке, в то время как его старший брат Карин управлял западной частью империи. Вскоре после возвращения с войны против персов Нумериан был убит в Малой Азии.
Нумериан носил следующие победные титулы: «Германский Величайший», «Персидский Величайший» — с 283 года; «Британский Величайший» с 284 года.

## Биография

### Провозглашение цезарем
Будущий император Марк Аврелий Нумерий Нумериан родился около 253 или в 254 году. О его ранней биографии ничего не известно. В 282 году дислоцировавшиеся вдоль Верхнего Дуная в провинциях Реция и Норик легионы провозгласили императором отца Нумериана Марка Аврелия Кара, занимавшего в то время пост префекта претория, и начали восстание против правившего тогда императора Проба. Армия Проба, находившаяся в паннонском городе Сирмии (современный Сремска-Митровица в Сербии), решила, что не желает сражаться против Кара, и Проб был убит своими воинами.
Кар, которому на момент вступления на престол было уже шестьдесят лет, хотел установить свою династию и в целях укрепления власти в сентябре 282 года присвоил своим сыновьям титулы «благороднейших цезарей» (лат. nobilissimus Caesar) и «предводителей молодёжи» (лат. princeps iuventutis). Нумериан явно был младшим из двух цезарей, не занимая равноправного положения с братом. Если Карин в 283 году был провозглашён своим отцом августом и в том же году занял должность ординарного консула вместе с Каром, то Нумериан продолжал оставаться всего лишь цезарем. Кар прилагал усилия, чтобы удержать свою династию у власти, и поэтому организовал брак между дочерью нового префекта претория Аррия Апра (имя её неизвестно) и своим младшим сыном.
В 283 году Кар, провозгласивший своей целью уничтожение персидского государства, которым правил Бахрам II, начал поход против персов. Кампания облегчалась беспорядками во вражеском государстве: Сасаниды были втянуты в династический кризис, образовавшийся после смерти шаха Шапура I, и поэтому были не в состоянии противостоять римской армии. Император оставил своего старшего сына отвечать за порядок на Западе, особенно в Галлии, а сам вместе с Нумерианом и Аррием Апром отправился на Восток. По пути Кар разгромил сарматов и квадов, за что он и его сыновья получили победный титул «Германский Величайший».
По информации историков Иоанна Зонары, Евтропия и Феста, Кар одержал важную победу над персами, захватив Селевкию и персидскую столицу Ктесифон (близ современного Аль-Мадаин в Ираке), после чего переправился на противоположный берег Тигра. В честь этого события Кар, Нумериан и Карин приняли победный титул «Персидский Величайший». Однако Кар скончался в июле или в начале августа 283 года, возможно, из-за молнии, которая ударила в его палатку. Уильям Лидбеттер предполагает, что Кар был убит Апром с молчаливого согласия Нумериана.

### Правление в качестве августа и смерть

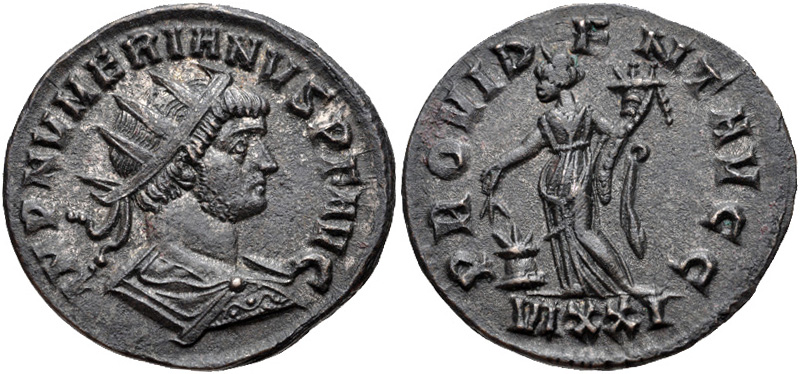
Антониниан с портретом Нумериана

После смерти своего отца Нумериан вступил на престол в качестве августа, став соправителем Карина, получившего этот титул ещё при жизни Кара. В 283 году он получил титул великого понтифика, а в 284 году стал ординарным консулом вместе со своим братом. Несмотря на то, что на некоторых монетах Нумериан ещё присутствует со своим прежним титулом «Предводитель молодёжи», на других оба императора находятся в равноправном положении. Кроме того, на одном бронзовом медальоне, где Нумериан изображён в пышном восточном одеянии, можно увидеть, что братья, находящиеся рядом, обращаются с речью к легионерам, хотя в реальности их разделяли большие расстояния.
Карин быстро прибыл из Галлии в Рим, где провёл зиму 283/284 года, в то время как Нумериан задержался на Востоке. Внезапная смерть его отца положила конец кампании, и римляне начали упорядоченное отступление из Персии, которому персы не чинили никаких препятствий. Возможно, Нумериан прекратил войну из-за дурного предзнаменования, каким являлась смерть его отца, или же он просто не имел желания продолжать военные действия. В то время были выпущены монеты с надписью «Усмиритель мира». Однако формально война не закончилась, и переговоры с Персией были проведены только в начале правления Диоклетиана в 288 году, а также после успешного похода соправителя Диоклетиана Галерия.
По мнению некоторых современных историков (например, итальянского учёного С. Маззарино), версия об успешном отходе войск Нумериана была римской пропагандой, целью которой было скрыть поражение императора от сасанидского царя Бахрама II и его последующую гибель. Это предположение основано на сообщениях Иоанна Зонары и Иоанна Малалы: по информации Зонары Нумериан продолжил наступление и потерпел поражение от персидской армии, был взят в плен, где с него содрали кожу; Малала сообщает о том, что император был осаждён персами в Каррах, затем был захвачен и убит (причём так же, как и Зонара, Малала сообщает о том, что с Нумериана содрали кожу). Но, по всей видимости, эти события были скопированы с обстоятельств смерти императора Валериана I, произошедшей за двадцать лет до правления Нумериана. В 284 году Нумериан присвоил себе победный титул «Британский Величайший», поскольку в это время Карин одержал несколько побед в Британии.

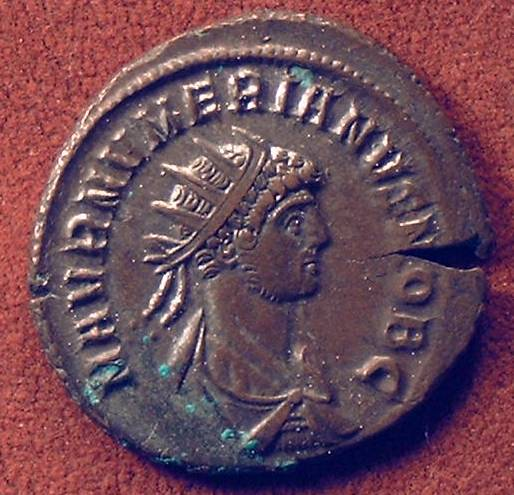
Антониниан с портретом Нумериана

К марту 284 года Нумериан достиг лишь сирийского города Эмесы, а в ноябре он находился в Малой Азии. Согласно христианскому преданию, во время своего посещения Антиохии Нумериан приказал казнить святого Вавилу Антиохийского, но это событие, очевидно, произошло гораздо раньше. Также к правлению Нумериана относят смерть мучеников Хрисанфа и Дарьи Римских, причём, согласно житиям, их казнили по приказу императора. В действительности этого произойти не могло, потому что Нумериан не жил в Риме в течение всего своего правления. Поэтому исследователи либо считают, что Хрисанф и Дарья были казнены по приказу Карина, либо относят их мученичество к правлению Валериана. В Эмесе император, по всей вероятности, все ещё был жив и пребывал в добром здравии, поскольку там он издал единственный сохранившийся от времён его правления рескрипт, который впоследствии был включён в кодекс Юстиниана. Монеты с именем Нумериана, выпущенные в малоазиатском городе Кизике в конце 284 года, не позволяют определить его местонахождение.
Вскоре после посещения Эмесы Нумериан заболел. Его приближённые, в том числе и префект претория Аррий Апр, говорили солдатам, которые постоянно спрашивали их о состоянии императора, что Нумериан страдает от воспаления глаз из-за длительной бессонницы и поэтому вынужден передвигаться в закрытых носилках, чтобы беречь глаза от солнца и ветра. Точная причина смерти Нумериана неизвестна: либо он умер от болезни, либо его убил Апр, который предполагал представить смерть императора как естественную и самому завладеть императорским титулом. Однако, когда армия достигла вифинского города Никомедия, характерный трупный запах, исходивший от носилок, больше не позволил Апру скрывать истину. Солдаты разорвали шторы, скрывавшие Нумериана, и обнаружили, что император уже несколько дней мёртв.

### Итоги правления
По всей видимости, высшие военные чины были осведомлены о смерти Нумериана, но договорились хранить молчание, чтобы проверить лояльность армии по отношению к Нумериану. Апр официально сообщил новость о смерти Нумериана в ноябре 284 года около Никомедии, после чего префект был схвачен легионерами. Трибуны и военачальники 20 ноября 284 года собрали на военный совет армию для избрания нового императора, где «по внушению свыше» выбрали командующего императорскими конными телохранителями Валерия Диокла, несмотря на попытки Апра заручиться их поддержкой и самому стать императором. Флавий Вописк Сиракузянин приводит следующие причины такого выбора:
«Это был замечательный человек, умный, любивший государство, любивший своих подчинённых, умевший выполнять всё то, чего требовали обстоятельства того времени. Он был всегда преисполнен высоких замыслов; иногда, однако, лицо его принимало несколько жёсткое выражение, но благоразумием и исключительной твёрдостью он подавлял движения своего беспокойного сердца».
Армия собралась на холмах за пределами Никомедии и единодушно приветствовала своего нового императора. Диокл, который теперь принял имя Диоклетиана, облачился в пурпурные одежды, и в ответ на вопрос о том, при каких обстоятельствах был убит Нумериан, извлёк из ножен свой меч и, указывая на префекта претория Аррия Апра, поразил его, произнеся следующие слова: «Вот виновник убийства Нумериана!» Солдаты предпочли выбрать единоличным правителем империи своего представителя Диоклетиана, а не соправителя Нумериана Карина (хотя Карин незамедлительно обожествил своего покойного брата).
Нумериан был императором в течение приблизительно четырнадцати месяцев, но, по всей вероятности, реально он правил в течение ещё меньшего промежутка времени. Из его биографии в «Истории Августов» видно, что увлечения Нумериана никак не соответствовали задачам, возлагаемым на императора, тем более в такую сложную эпоху кризиса III века, — он обращал свой интерес прежде всего на литературу. Вскоре после смерти Нумериана его брат был разбит Диоклетианом около притока Дуная Марга и погиб во время сражения, видимо, от руки своего подчинённого. Считается, что с его смертью закончился кризис III века и началась эпоха домината. Оба брата были преданы проклятию памяти. Существует предположение, что Диоклетиан был причастен к убийству Нумериана, поскольку он занимал важную должность начальника телохранителей и мог предотвратить убийство императора. К тому же в итоге именно он извлёк наибольшую пользу из смерти Нумериана. Все подозрения пали на Апра, а когда Диоклетиан был провозглашён императором, он убил своего соперника. Поэтому маловероятно, что Диоклетиан не имел ничего общего с убийством Нумериана.

## Личные качества

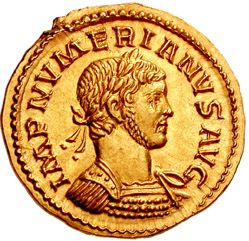
Ауреус с портретом Нумериана

Флавий Вописк Сиракузянин в своей биографии Нумериана в «Истории Августов» восторженно о нём отзывается. По его словам:
«Нумериан обладал прекрасными нравственными качествами и действительно был достоин императорской власти. Он выдавался своим красноречием, так что ещё мальчиком публично выступал с речами; его произведения считаются замечательными, впрочем, они приближаются больше к школьным упражнениям, нежели к стилю Туллия. Рассказывают, что он был выдающимся стихотворцем и превзошёл всех поэтов своего времени. Он ведь соперничал с Олимпием Немезианом, который написал «ἁλιευτικά» «κυνηγετικά» и «ναυτικά», и блистал всеми красотами стиля. Ямбического поэта Аврелия Аполлинариса, который в своей поэме описал дела его отца, Нумериан, словно солнце, затмил своими лучами, издав своё предварительно прочитанное произведение»..
Кроме того, биограф принцепса рассказывает также и о том, что обращение, которое Нумериан отправил сенаторам, было, по рассказам очевидцев, настолько выразительно составленным, что ими был выпущен приказ, согласно которому в Ульпиевой библиотеке (построенной архитектором Траяна Аполлодором Дамасским на форуме Траяна) устанавливалась статуя в честь императора, однако не как государю, а как ритору. На ней была высечена следующая посвятительная надпись: «Нумериану Цезарю, самому мощному оратору своего времени».
Больше ни в одном источнике не рассказывается о личности Нумериана. Однако известно о том, что вышеназванный поэт Олимпий Немезиан упоминал в своём труде «Кинегетика» («Об охоте») о желании написать эпическую поэму, рассказывающую о деяниях Карина и Нумериана, но этот план, по всей видимости, так и не был претворён в жизнь.